# Kotten (Volk)
Die Kotten waren ein paläosibirisches Volk, das eine südjenisseische Sprache sprach. Matthias Alexander Castrén berichtete in seinem 1858 von Anton Schiefner herausgegebenen Werk über die jenissei-ostjakische und kottische Sprache, dass noch wenige kottische Familien an den Flüssen Kungm und Vljka und bei den Städten Kansk, Barnaul und in den Dörfern Jelansk und Ansir lebten. Sie seien Animisten und bauten Zelte aus Birkenrinde. Ihre Nachfahren sind heute ein Teil der turksprachigen Chakassen.